# David Arshakyan
David Arshakyan (in russo Давид Рудольфович Аршакян?, David Rudol'fovič Aršakjan; in armeno Դավիթ Արշակյան?; San Pietroburgo, 16 agosto 1994) è un calciatore russo naturalizzato armeno, attaccante svincolato.

## Caratteristiche tecniche
Gioca da centravanti.

## Carriera

### Club
Gioca una manciata di partite in patria, rimanendo fermo per circa due anni tra il maggio 2013 e il febbraio 2015 prima di tornare a firmare per una squadra di massima divisione: si accorda con i lituani del Trakai. Al primo anno va in gol 30 volte in 43 presenze tra campionato, coppa e Europa League, realizzando tre triplette e quattro doppiette. Firma 25 marcature in campionato, raggiungendo la seconda posizione tra i marcatori. Alla seconda stagione, dopo 9 reti in 18 partite e altri 2 gol in Europa League, l'attaccante armeno è acquistato dai Chicago Fire, club di MLS. Dopo esser arrivato negli Stati Uniti, è convocato e debutta in nazionale. Vanta 6 presenze e 5 gol in UEFA Europa League.
Nel 2018 passa al Vejle, squadra danese.

### Nazionale
Il 4 settembre 2016 esordisce in nazionale contro la Danimarca, sfida persa 2-1.

## Palmarès

### Club

#### Competizioni nazionali
- Supercoppa d'Armenia: 1

Mika Ashtarak: 2012
- 1. Division: 1

Vejle: 2017-2018